# Psilotreta spitzeri
Psilotreta spitzeri är en nattsländeart som beskrevs av Malicky 1995. Psilotreta spitzeri ingår i släktet Psilotreta och familjen böjrörsnattsländor. Inga underarter finns listade i Catalogue of Life.